# Polscy Sprawiedliwi – Przywracanie pamięci
Polscy Sprawiedliwi – Przywracanie pamięci (ang. Polish Righteous – Recalling Forgotten History) – projekt zajmujący się upamiętnieniem Polaków, którzy w czasie II wojny światowej udzielali pomocy Żydom, przede wszystkim Polskich Sprawiedliwych wśród Narodów Świata. Realizowany jest przez Muzeum Historii Żydów Polskich POLIN w Warszawie (MHŻP).
Projekt powstał w 2007 r. w Stowarzyszeniu Żydowski Instytut Historyczny w Polsce z inicjatywy Ewy Junczyk-Ziomeckiej oraz Ewy Wierzyńskiej (wówczas Zastępcy Dyrektora MHŻP), a honorowym patronatem objął go prezydent Polski Lech Kaczyński.

## Cele
Ideą projektu jest przywracanie pamięci o ludziach, którzy z narażeniem życia ratowali Żydów z Zagłady. W okupowanej Polsce za jakąkolwiek pomoc Żydom naziści karali śmiercią.
Celem projektu jest popularyzowanie wiedzy o ratujących – zarówno wyróżnionych tytułem Sprawiedliwy wśród Narodów Świata, jak i tych, którzy nie doczekali się tego tytułu. Historie pomocy prezentowane są w dwujęzycznym (polsko-angielskim) portalu Polscy Sprawiedliwi, stanowiącym stale wzbogacane kompendium wiedzy o Polakach ratujących Żydów z Zagłady.

## Działalność
Projekt skupia się na trzech obszarach działań. Dokumentuje historie pomocy, prezentuje je na portalu Polscy Sprawiedliwi i prowadzi działania edukacyjne.
Badania prowadzone są na terenie Polski i Izraela. Intensywna praca badawcza przypadła na lata 2007–2010. Wywiady ze świadkami historii – ratującymi, ocalonymi i świadkami pomocy – prowadzili przeszkoleni badacze. W badaniach wykorzystywane były relacje dostępne w archiwach Żydowskiego Instytutu Historycznego i Instytutu Jad Waszem w Jerozolimie. 
W latach 2007, 2008 i 2009 we współpracy z Kancelarią Prezydenta RP zostały opublikowane trzy albumy prezentujące historie wybranych Sprawiedliwych.
Archiwum projektu „Polscy Sprawiedliwi – Przywracanie pamięci” jest systematycznie wzbogacane o relacje przekazywane przez użytkowników portalu, przeważnie rodziny Sprawiedliwych. Gromadzona na bieżąco dokumentacja historii ratowania jest opracowywana i publikowana w portalu Polscy Sprawiedliwi.
Fundamentem strony jest kolekcja, która obejmuje ponad 600 opracowań. Teksty uzupełnione są o zdjęcia, dokumenty, fragmenty wywiadów audio oraz skróty nagrań filmowych. Portal gromadzi również pozostałe informacje dotyczące Sprawiedliwych oraz odnośniki do dodatkowych źródeł: książek, filmów, audycji radiowych i artykułów prasowych. Osoby, które chciałyby podzielić się swoją wojenną historią lub poszukują świadków wydarzeń sprzed lat, mogą opublikować swój tekst w dziale Twoja opowieść. Na stronie przedstawiona jest także oferta programów edukacyjnych wraz z udostępnionymi materiałami dla nauczycieli. Gotowe scenariusze zajęć wydane zostały również na płycie.
Strona zintegrowana jest z portalem Wirtualny Sztetl oraz portalami społecznościowymi, takimi jak Facebook i Twitter. W serwisie YouTube znajduje się zasób filmowy projektu.
W ramach projektu „Polscy Sprawiedliwi – Przywracanie pamięci” stale podejmowane są inicjatywy edukacyjne, mające na celu zapoznanie młodych ludzi z tematyką Sprawiedliwych; organizowane są szkolenia dla nauczycieli i edukatorów.
Problematyka objęta Programem popularyzowana jest również poprzez udział w konferencjach naukowych oraz z przedstawicielami władz i służb państwowych.